# Антонели (Бари)
Антонели (итал. Antonelli) је насеље у Италији у округу Бари, региону Апулија.
Према процени из 2011. у насељу је живело 699 становника. Насеље се налази на надморској висини од 288 м.